# Carlos Oneto y Viana
Carlos Oneto y Viana (Tacuarembó, 7 de noviembre de 1877, Montevideo - 1972) fue un político y jurisconsulto uruguayo.

## Biografía
Sus padres fueron Pedro Oneto y Rosa Viana.
Realizó sus estudios universitarios en la Facultad de Derecho graduándose de abogado en 1902.
Integrante del Partido Colorado y fue diputado durante varios períodos. Su principal aporte como parlamentario fue la redacción de la Ley de divorcio, presentada durante el gobierno de José Batlle y Ordóñez y aprobada en 1907 luego de dos años de estudio legislativo. Escribió varias obras sobre temas políticos y jurídicos.

## Obras
- El pacto de La Unión (11 de noviembre de 1855). Sus antecedentes y consecuencias (1900)
- La política de fusión (publicado por el Club Vida Nueva, 1902)
- El país y la vida institucional (1904)
- La diplomacia del Brasil en el Río de la Plata (1904)